# 大和エステート
大和エステート株式会社（だいわエステート）は、東京都新宿区に本社を置く不動産会社。大和ハウスのグループ会社である。
不動産売買、賃貸仲介を行う会社である。

## 事業内容
- 不動産売買仲介・買取再販
- 賃貸仲介
- 保険代理店業務

## 店舗一覧
- 東京営業所 - 東京都千代田区飯田橋3-13-1　大和ハウス東京ビル7F
- 横浜営業所 - 神奈川県横浜市西区みなとみらい5-3-2　パシフィックロイヤルコート みなとみらいオーシャンタワー 1F
- 大宮営業所 - 埼玉県さいたま市大宮区桜木町1-1-12　NYビル 2F
- 船橋営業所 - 千葉県船橋市葛飾町2-361-1　黒崎ビル 1F
- 名古屋営業所 - 愛知県名古屋市中村区平池町4-60-9　大和ハウス名古屋ビル16F
- 大阪営業所 - 大阪府大阪市北区梅田3-3-5　大和ハウス大阪ビル1Ｆ
- 広島営業所 - 広島県広島市中区鉄砲町1-20　第3ウエノヤビル 1F
- 福岡営業所 - 福岡県福岡市中央区赤坂1-15-33　ダイアビル福岡赤坂 1F

## 関連会社
- 大和ハウス工業
- 大和リビング
- 大和リビングマネジメント
- ハートワン信託
- 大和リビングステイ
- 大和リビングユーティリティーズ
- Double-D
- D.U-NET
- 大和リビングカリフォルニア
- 大和リビングオーストラリア
- 大和リビングベトナム